# Nästan en kristen
Nästan en kristen är en psalmtext med tre verser som publicerades i Ira D. Sankey's sånghäften Sacred songs i USA år 1873. De första sex häftena översattes till svenska av Erik Nyström och gavs ut i en samling kallad Sånger till Lammets lof 1877. Verserna i denna psalm, med okänd författare, är 4-radiga. Sången har ingen refrängtext.
Melodin komponerad av tonsättaren Philip Paul Bliss.

## Publicerad i
- Sånger till Lammets lof 1877 som nr 38 med hänvisning till Apostlagärningarna 26: 28 i Bibeln.
- Herde-Rösten 1892 som nr 197 under rubriken "Väckelse".
- Lilla Psalmisten 1909 som nr 65 under rubriken "Frälsningen".
- Kom (sångbok) 1930 som nr 43 under rubriken "Väckelse och omvändelse".
- Fridstoner 1926 som nr 103 under rubriken "Frälsnings- och helgelsesånger".